# شاه آرتور (فیلم ۲۰۰۴)
شاه آرتور نام فیلمی در ژانر درام تاریخی و ماجراجویی به کارگردانی آنتوان فوکوآ است که در سال ۲۰۰۴ اکران و سپس عرضه شد. این فیلم به نویسندگی دیوید فرانزونی و با بازی ستارگانی چون کلایو اوون در نقش اصلی، کیرا نایتلی در نقش ملکه گوئینویر، یوان گریفید در نقش لانسلوت به داستان زندگی شاه آرتور، پادشاه اسطوره‌ای بریتانیایی‌ها می‌پردازد. مس میکلسن، جوئل اجرتون، هیو دنسی، ری وینستون، استیون دیلین، استلان اسکاشگورد، و تیل شوایگر دیگر بازیگران فیلم هستند.
این فیلم با واکنش‌های منفی و متفاوتی روبه‌رو شد. تولیدکنندگان این محصول، آن را اقتباسی از تاریخ و وقابع حقیقی دانسته‌اند و به حقیقی بودن رویدادهای نمایش داده شده در فیلم تأکید دارند، اما این مورد چالش قرار گرفته‌است. این فیلم در انگلستان، ایرلند و ولز مورد انتقاد شدید قرار گرفته و ادعای رومی بودن آرتور، که در فیلم به نمایش درآمده، مورد انتقاد قرار گرفته‌است.

## بازیگران
- کلایو اوون
- کیرا نایتلی
- یوان گریفید
- مس میکلسن
- استیون دیلین
- استلان اسکاشگورد
- ری وینستون
- هیو دنسی
- تیل شوایگر
- دیوید ویلمت
- ایوانو مارسکوتی
- استفانیا اورسولا گارلو
- ماریا گوادگوفسکا